# The Turbo Charged Prelude for 2 Fast 2 Furious
The Turbo Charged Prelude for 2 Fast 2 Furious is een korte Amerikaanse film uit 2003, geregisseerd door Philip G. Atwell. Het is de eerste korte film uit The Fast and the Furious-franchise en vertelt de gebeurtenissen tussen de films The Fast and the Furious (2001) en 2 Fast 2 Furious (2003). De film ging in première op 3 juni 2003 en werd bijgeleverd in de speciale dvd editie van de eerste film.

## Verhaal
Brian O'Conner pakt zijn koffers en verlaat Los Angeles, voordat de politie de kans krijgt om hem te arresteren omdat hij Dominic Toretto heeft laten ontsnappen. Terwijl de FBI een nationale klopjacht voor hem lanceert, reist O'Conner door Arizona, New Mexico en Texas en wint hij elke straatrace waaraan hij deelneemt, met zijn rode Mitsubishi 3000GT. O'Conner wordt echter gedwongen zijn auto in een motel in San Antonio te dumpen wanneer de politie op de hoogte worden gebracht van zijn aanwezigheid. Wanneer de agenten zijn auto ophalen, slaagt hij erin om een lift van een onbekende vrouw te krijgen. Ondanks dat ze weet wie hij echt is, laat ze hem uitstappen op een parkeerplaats en realiseert zich dat ze weet dat hij een gezochte man is. Daar koopt O'Conner een groene Nissan Sky GT-R R34. Even later, met het verzamelen van zijn geld van de straatraces, wijzigt hij de auto met nieuwe velgen en schildert hij het zilver opnieuw voordat hij naar het oosten reist en onderweg nog meer races wint. Bij het bereiken van Jacksonville, Florida gaat O'Conner zuidwaarts naar Miami, waar hij de Toyato Supra van Slap Jack en de Mazda RX-7 van Orange Julius ziet voordat de woorden '2 be continued' in beeld komen.

## Roverdeling
| Acteur        | Personage                 |
| ------------- | ------------------------- |
| Paul Walker   | Brian O'Conner            |
| Minka Kelly   | De onbekende vrouw        |
| Peter Aylward | Politieagent              |
| Rodney Neil   | Politieagent              |
| Vin Diesel    | Dominic Toretto (archief) |